# Бондарев Віталій Миколайович
Віталій Миколайович Бондарев (нар. 15 червня 1985, Маріуполь, УРСР) — український футболіст, нападник.

## Кар'єра гравця
Народився в Маріуполі. Футболом розпочав займатися під час навчання в 2-у класі школи. Перший тренер — Олександр Олександрович Ліскун. Спочатку навчався в маріупольському спортінтернаті, а по завершенні 10-о класу опинився в «Іллічівці». Проте за першу команду «приазовців» не грав. Натомість дебютував в «Металурзі-2» 5 квітня 2002 року в програному (1:3) виїзному поєдинку 20-о туру групи В Другої ліги проти дніпропетровського «Дніпра-3». Віталій вийшов на поле на 68-й хвилині, замінивши Олексія Кривошеєва. З квітня 2002 по травень 2003 року зіграв 7 матчів у Другій лізі.
В березні 2004 року за рекомендацією Олександра Ліскуна побував на перегляді на передсезонному зборі «Дніпра» в Пінську, де справив хороше враження на тренерський штаб команди. Після чого повернувся до України, проте вже незабаром перейшов до «Дніпра. Спочатку виступав за дублюючий складі могильовців. Поступово молодого нападника почали підпускати до першої команди, у складі якої він дебютував вийшовши на заміну в матчі проти «Даріди». Дебютним голом відзначився в програному (1:5) виїзному поєдинку проти мінського «Торпедо-СКА». Євген Капов з правого боку штрафного майданчика зробив простріл, а Віталій злету відправив м'яч у сітку воріт суперника. Святкуючи зняв футболку, за що отримав другу жовту картку й залишив команду в меншості. У Білорусі відіграв 6 сезонів, за цей час у Вищій лізі зіграв 82 матчі та відзначився 30-а голамию Взимку 2010 року залишив «Дніпро»
Влітку 2010 року перейшов до «Зірки». Дебютував у футболці кіровоградського клубу 18 липня 2010 року в програному (0:1) виїзному поєдинку 1-о туру Першої ліги проти франківського «Прикарпаття». Бондарєв вийшов на поле на 69-й хвилині, замінивши Олександра Ситніка. З середини липня до початку серпня 2018 року зіграв 4 матчі в Першій лізі, після чого у складі «Зірки» не грав.

## Особисте життя
Має старшого брата.
Захоплюється риболовлею та грою в більярд. Також любить відпочинок на природі.